# Élections législatives allemandes de mars 1933
 (juillet 2009).
Si vous disposez d'ouvrages ou d'articles de référence ou si vous connaissez des sites web de qualité traitant du thème abordé ici, merci de compléter l'article en donnant les références utiles à sa vérifiabilité et en les liant à la section « Notes et références ».
Les neuvièmes élections fédérales allemandes de la république de Weimar ont lieu le 5 mars 1933. Elles sont la dernière consultation électorale pluraliste en Allemagne avant celles de 1946 sous le régime d'occupation mis en place après la capitulation du Troisième Reich.
La campagne intervient dans un climat de censure et de répression des partis de gauche, alors que les nazis sont déjà au pouvoir. L'incendie du Reichstag, qui a lieu quelques jours avant le vote, permet également aux nazis de réprimer davantage le KPD, dont les députés sont emprisonnés. Le parti nazi et ses alliés disposent des moyens de l'État et réalisent une campagne massive. De plus, les premiers camps de concentration, à destination des opposants politiques, sont mis en place pendant le mois qui précède le vote. Enfin, les Sections d'Assaut font régner un climat de violence dans l'impunité, les pouvoirs de police étant concentrés entre les mains des nazis. 
En raison du succès du Parti national-socialiste des travailleurs allemands, qui arrive largement en tête avec 43,91 % des suffrages, son dirigeant et chancelier de l'Allemagne, Adolf Hitler, est alors en mesure de recourir à la loi du 24 mars 1933, qui lui donne des pouvoirs équivalents à ceux d'un dictateur. Cependant, le score est plus faible que ce que les nazis espéraient : ils sont obligés de maintenir leur alliance avec le DNVP (droite conservatrice), et d'obtenir le soutien du Zentrum (centre droit catholique) pour faire passer cette loi.

## Contexte
Adolf Hitler accepte le poste de chancelier le 30 janvier 1933 offert par Franz von Papen, à condition de procéder rapidement à de nouvelles élections. Le 1er février, le Reichstag est dissous. Dès le 4 février, certains journaux socialistes et communistes sont interdits ; de plus, les libertés de réunion et d'expression sont réduites. La campagne électorale du gouvernement est sans limite et dispose des moyens de l'État, dont la radio. Alors que von Papen assure à l'entourage de Paul von Hindenburg qu'il a la situation sous contrôle, Hitler utilise les moyens donnés pour être le véritable chef du gouvernement, et non le pantin de Papen. Le 17 février, Göring assouplit en Prusse les règles d'ouverture du feu par la police, le 22 février, 50 000 SA et SS sont recrutés comme auxiliaires de police. Ils ont alors tous les pouvoirs de police. La violence nazi devient légale, les premiers camps de concentration sauvages sont ouverts.
Les élections ont lieu peu de temps après le 27 février 1933, date de l'incendie du Reichstag, le parlement allemand, qui aurait été commis par un communiste conseilliste néerlandais, Marinus van der Lubbe. Cependant, certains historiens tels que Jacques Delarue et Pierre Milza affirment que cet incendie a été commandité par Hitler afin de discréditer les militants du Parti communiste d'Allemagne (KPD) et perpétré par des hommes appartenant à un groupe d'environ 10 membres de la SA qui seraient venus par un souterrain, à partir de l'hôtel de la résidence du ministre Goering, qui était située très proche du Reichstag. Il est à noter que le jugement condamnant Van der Lubbe a été déclaré illégal par la justice allemande en 2008 et qu'il a été procédé aux actes de réhabilitation.    
Cet événement a l'effet conjoint de réduire la popularité des communistes allemands et du KPD, tout en permettant à Hitler de persuader le président Paul von Hindenburg de signer un décret spécial, intitulé  Reichstagsbrandverordnung  ou Décret de l'incendie du Reichstag. Ce décret-loi d'urgence supprime effectivement la plupart des libertés politiques et civiles ; il permet également l'arrestation arbitraire des dirigeants du KPD et l'interdiction de leurs journaux peu avant les élections, entraînant la baisse du vote communiste et la consolidation du régime nazi. Cet événement a, pour nombre d'historiens, un impact majeur sur le résultat des élections,.
Les autres partis comme le SPD sont empêchés de faire campagne et les journaux d'opposition sont fermés par les actions violentes des SA, qui font 69 morts. Hitler est mis en avant par la propagande et présenté comme un défenseur contre une prise de pouvoir communiste.

## Mode de scrutin
Le scrutin de la république de Weimar est un scrutin de listes par circonscription. La distribution des sièges est faite à la proportionnelle. De plus, la Constitution de Weimar prévoit un petit nombre de sièges de députés à répartir, sur la base du nombre total de voix exprimées aux partis politiques (sièges dits de " liste nationale "). 

## Résultats
|                          |                                                              |            |       |       |        |     |
| Parti                    | Parti                                                        | Voix       | %     | +/-   | Sièges | +/- |
|                          | Parti national-socialiste des travailleurs allemands (NSDAP) | 17 277 180 | 43,91 | 10,82 | 288    | 92  |
|                          | Parti social-démocrate d'Allemagne (SPD)                     | 7 181 629  | 18,25 | 2,18  | 120    | 1   |
|                          | Parti communiste d'Allemagne (KPD)                           | 4 848 058  | 12,32 | 4,54  | 81     | 19  |
|                          | Zentrum (Z)                                                  | 4 424 905  | 11,25 | 0,68  | 73     | 3   |
|                          | Parti populaire national allemand (DNVP)                     | 3 136 760  | 7,97  | 0,37  | 52     | 1   |
|                          | Parti populaire bavarois (BVP)                               | 1 073 552  | 2,73  | 0,36  | 19     | 1   |
|                          | Parti populaire allemand (DVP)                               | 432 312    | 1,10  | 0,76  | 2      | 9   |
|                          | Service populaire chrétien-social (CSVD)                     | 383 999    | 0,98  | 0,16  | 4      | 1   |
|                          | Parti allemand d'État (DStP)                                 | 334 242    | 0,85  | 0,10  | 5      | 3   |
|                          | Parti des fermiers allemands (DBP)                           | 114 048    | 0,29  | 0,13  | 2      | 1   |
|                          | Ligue agricole (DL)                                          | 83 839     | 0,21  | 0,09  | 1      | 1   |
|                          | Parti allemand hanovrien (DHP)                               | 47 743     | 0,12  | 0,06  | 0      | 1   |
|                          | Autres partis                                                | 5 064      | 0,01  | –     | 0      | –   |
|                          |                                                              |            |       |       |        |     |
| Suffrages exprimés       | Suffrages exprimés                                           | 39 343 331 | 99,21 |       |        |     |
| Votes invalides          | Votes invalides                                              | 311 698    | 0,79  |       |        |     |
| Total                    | Total                                                        | 39 655 029 | 100   | –     | 647    | 63  |
| Abstentions              | Abstentions                                                  | 5 030 735  | 11,26 |       |        |     |
| Inscrits / participation | Inscrits / participation                                     | 44 685 764 | 88,74 |       |        |     |

## Conséquences
Dans les zones à l'est de l'Elbe, les nazis obtiennent plus de 50 % des voix. À Berlin et Hambourg, ils en obtiennent moins de 35 %.
En dépit de la forte progression des nazis par rapport aux élections de novembre 1932, ces derniers, avec 43,9 % des suffrages, n'ont pas atteint les 50 % comme Hitler l'avait espéré. En conséquence, celui-ci a été contraint de maintenir sa coalition avec le Parti populaire national allemand pour contrôler la majorité au parlement. En outre, Hitler a besoin d'une majorité des deux tiers pour obtenir le vote de la loi des pleins pouvoirs (une loi lui permettant d'en promulguer d'autres sans consulter le Reichstag), qu'il a acquise après avoir persuadé le Parti du centre de voter en sa faveur. Le projet de loi a été voté le 23 mars et est datée de sa publication un jour après. Seuls les sociaux-démocrates se sont opposés à la mesure, qui est entrée en vigueur le 27 mars, en tenant compte du fait que certains députés sociaux-démocrates ont été empêchés de siéger[Comment ?] par les SA. 
Les députés communistes, représentant 17 % des effectifs du Reichstag, ont été arrêtés avant le vote sous le prétexte de leur rôle prétendu dans l'incendie du Reichstag. Bien que la loi du 24  mars 1933  ne fût censée être effective que pendant quatre ans, elle a été officiellement prolongée à deux reprises. Le SPD et le KPD ont rapidement été déclarés hors-la-loi entre avril et juin 1933 et l'Allemagne s'est fermement établie comme une dictature avec le parti nazi ou  NSDAP comme parti unique à compter du 14 juillet 1933, marquant ainsi l'avènement du Troisième Reich.

Résultats du NSDAP aux élections législatives de 1924 à 1933.
Pourcentage des voix du parti nazi en 1933 selon les régions.
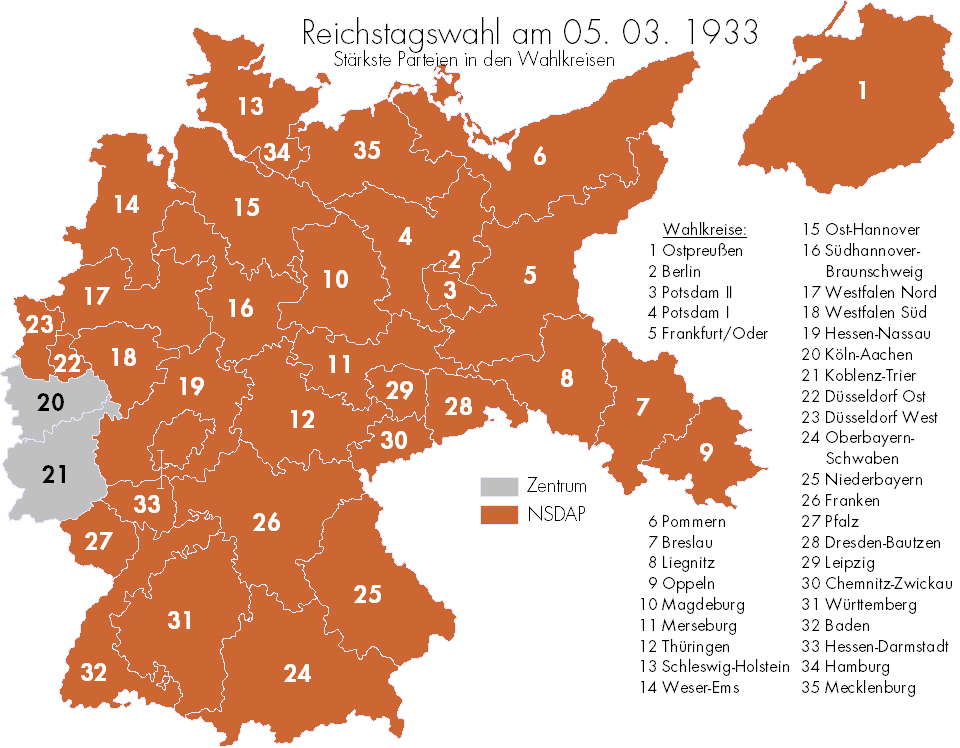
Malgré les scores inégaux évoqués ci-dessus, le parti nazi est en tête dans la plupart des circonscriptions.